# Circuit imprimat
Un circuit imprimat sau cablaj imprimat, (prescurtat PCB, din engleză Printed Circuit Board), este o placă cu cablaj imprimat care are rolul de a susține mecanic și de a conecta electric un ansamblu de componente electrice și electronice, pentru a realiza un produs final funcțional, (care poate fi: un simplu variator de luminozitate a unui bec, o antenă realizată pe cablaj sau echipamente mult mai complicate precum calculatoare și echipamente de comunicații radio).

## Generalități
O placă de cablaj imprimat brut este realizată dintr-un strat izolator, de grosime care poate varia de la câteva zecimi de mm până la ordinul câtorva mm, pe care se află o folie de cupru (simplu strat) sau două (dublu strat). Stratul izolator are în general grosimea de 1,6 mm, dar această valoare nu reprezintă un standard, deoarece depinde de foarte mulți factori, în general mecanici și tehnologici. Uzual, ca izolator, se folosește materialul cunoscut sub numele de FR4.

Cablaj neprelucrat

Circuitul imprimat final se realizează prin metode foto și chimice. Un circuit imprimat poate fi cu simplă față (strat conductor), dublă față sau multistrat. Circuitele imprimate multistrat sunt realizate prin suprapunerea succesivă a mai multor circuite dublu strat, separate între ele printr-un strat izolator, de obicei din material identic cu cel al cablajului brut. Trecerea transversală de la un strat la altul se realizează cu ajutorul vias-urilor și/sau a pinilor TH.
Vias-urile pot fi TH (cu trecere dintr-o parte în alta a cablajului), buried (stratul de început cât și cel de sfârșit sunt în interiorul cablajului), sau blind (se pleacă de pe un strat exterior și se ajunge pe un strat interior). 
În prezent, proiectarea circuitelor imprimate se realizează cu instrumente software. 

O captură a unui strat intern, a unui circuit, intr-un instrument CAD.

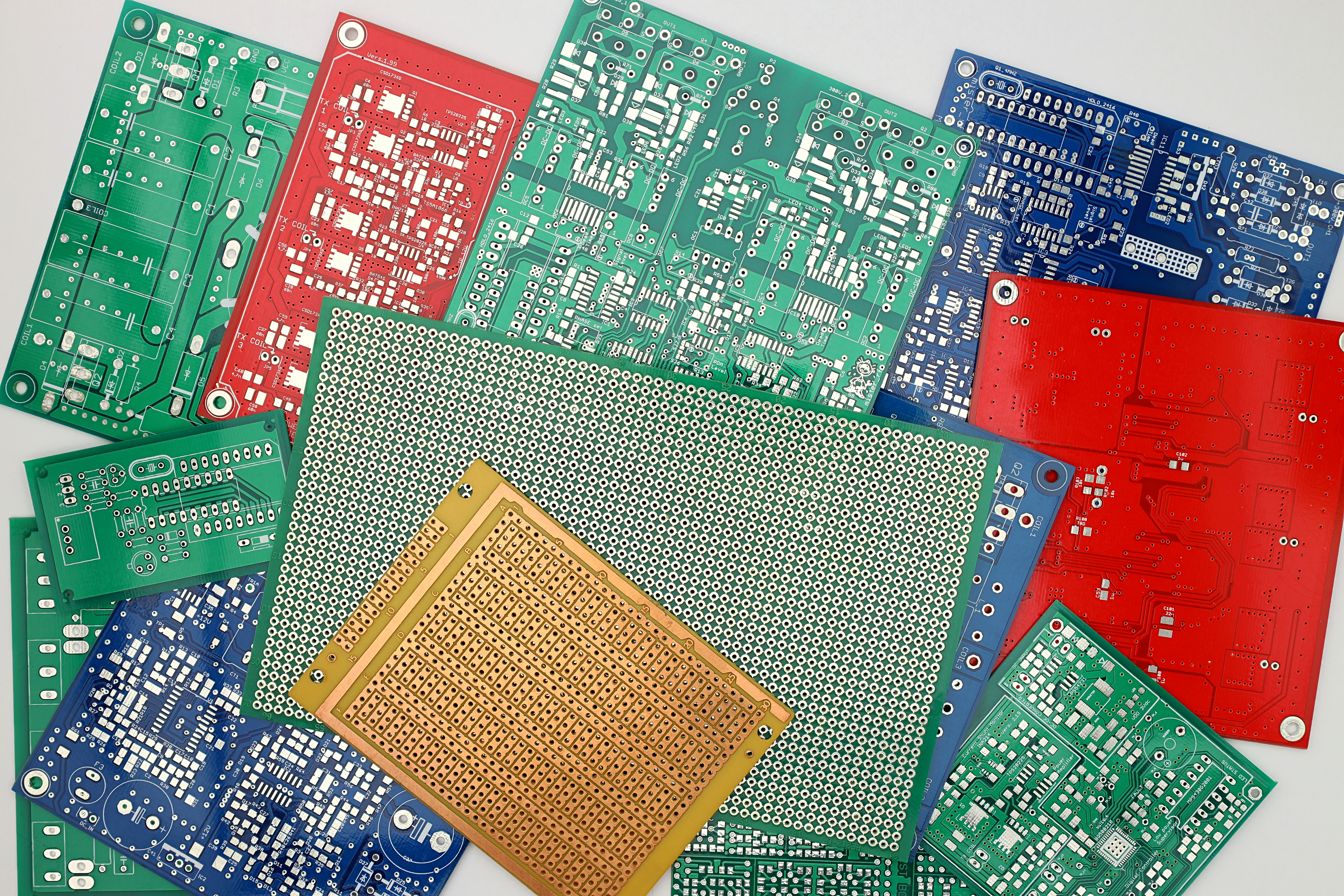
Exemple de circuite imprimate pentru serii mici-prototip

## Materiale folosite
Materialele din care sunt fabricate circuitele imprimate: FR4, FR408, FR5.
FR4 (prescurtare de la Flame Retardant 4) este un material din fibră de sticlă din care sunt fabricate PCB-uri având grosimea de 1,6 mm sau 0,8 mm. 
PCB-urile care lucrează la frecvențe ridicate sunt fabricate din materiale din plastic, cu caracteristici speciale, cum ar fi: Rogers 4000, Teflon, Duroid, Polymide. Polyimide este un material plastic cu un înalt punct de topire folosit la fabricarea circuitelor flexibile.
Pentru a evita încălzirea componentelor se folosesc miezuri de aluminiu sau de cupru.

## Ghid de realizare a lipiturilor pe un cablaj cu componente SMD în regim de amator
Zilnic apar noi dispozitive cu montare pe suprafață care ne tentează cu o mulțime de funcții care nu mai sunt disponibile în toate componentele clasice cu terminale. De fapt, multe tipuri de componente clasice, prevăzute cu terminale pentru montare in găurile de pe un PCB devin din ce în ce mai greu de găsit odată cu trecerea timpului, deoarece SMT (din engleză Surface-mount technology) este un proces mult mai profitabil pentru producătorii importanți. Acest mini tutorial vă va arăta de ce este nevoie pentru a utiliza un șablon ieftin pentru pastă de lipit, pentru a aplica pasta de lipit și de a face lipiturile utilizând un cuptor comercial. Nu este atât de greu. Există și unele costuri inițiale pentru achiziția de materiale și instrumente, dar este cu ușurință un proces la îndemâna tuturor.
Materiale și instrumente de care veți avea nevoie:  
- Pastă de lipit
- Șablon
- PCB care se potrivește cu șablonul
- Elemente de prindere-ghidare placă, în formă de L
- O lamelă pentru ștergător
- Loc plat/masă
- Iluminare bună
- Alcool
- O mulțime de prosoape de hârtie
- Cuptor coacere
- Termometru electronic cu sonda tip K ( termocuplu)

1. Pasta de lipire (Solder paste)
Există o mulțime de producători de pastă de lipire. De obicei pasta este oferită la vânzare în cantități mici, cutii sau tuburi ce conțin sub 100 g; are un procent mic de metal în compoziție ceea ce face ca pasta să curgă mai ușor prin seringă. Pentru un termen mai mare de valabilitate este recomandabil ca pasta să fie depozitată într-un spațiu mai rece, dar exact înainte de folosire ea trebuie să fie adusă la temperatura camerei.
Pasta de lipire conține și plumb, ceea ce face ca reziduurile formate din pasta nefolosită să fie considerate materiale poluante.
2. Șablonul metalic pentru prototip
Șablonul pentru prototipuri este o folie de oțel inoxidabil, cu o grosime între 0.04mm-0.3mm, care prezintă seturi diferite de decupări în zonele necesare lipirii componentelor SMD, pentru a permite pastei de lipire să fie depusă pe placa de cablaj imprimat.
a. Se plasează un suport în formă de L pe o suprafață plată și se prinde astfel încât să nu fie posibilă mișcarea acestuia.
b. Se plasează PCB în suportul în formă de L.
c. Se plasează un al doilea suport în formă de L lângă PCB astfel încât placa PCB să fie bine fixată.
d. Se aliniază și se fixează șablonul metalic deasupra PCB–ului.
2. Aplicarea pastei de lipire folosind șablonul metalic
Se aplică pasta de lipire pe șablon pe o singură parte. Se întinde pasta de lipire pe suprafața șablonului în zona unde avem decuparea pentru componenta SMD selectată.
Lamela: Lamela este o lamă flexibilă din oțel inoxidabil folosită la rularea pastei de lipire pe șablon forțând pasta de lipire să se fixeze prin decuparile de pe șablon pe suprafața PCB-ului. 
În timp ce este ținut șablonul în contact cu PCB–ul, se ia lamela și se plasează pe șablon în afara pastei de lipire. Se înclină la 20 de grade de la linia verticală (înspre pasta de lipire) și se întinde pasta peste șablon. Se ridică lamela de pe șablon. Se inspectează dacă pasta de lipire a pătruns în toate canalele și dacă nu sunt urme de murdărie. Se ridică cu foarte mare atenție șablonul de pe cablaj. Dacă tiparul obținut nu este bun, atunci se folosește o spatulă pentru îndepărtarea pastei de lipire de pe zona respectivă de PCB; se curăță cu puțin alcool pe o cârpă pasta ce mai rămâne pe PCB, se lasă la uscat și se repetă procedura.
3. Plasarea componentelor
Este foarte important ca timpul dintre aplicarea pastei de lipire și plasarea componentelor SMD să fie cât mai scurt. Aceste componente trebuie să fie plasate pe PCB folosind o pensetă (se poate folosi o lupă în cazul alinierii canalelor la tipar).
4. Termometru electronic pentru controlul temperaturii în cuptor
Există două motive pentru care trebuie folosit un termometru electronic la introducerea în cuptorul de topire: mai întâi, pentru a crea noduri bune, pasta de lipire trebuie să se topească la o anumită temperatură și sa rămână lichid pentru un timp. SMD-urile sunt sensibile la temperatură, deci trebuie să se știe exact cât pot fi expuse la temperatură fără a fi distruse în vreun fel. Un termometru electronic este ideal pentru a monitoriza variația de temperatură.
5. Coacerea PCB-ului în cuptor
Este foarte important ca înainte de coacere cuptorul să fie încălzit timp de câteva minute minim. Temperatura în cuptor trebuie să fie setată la 230-260 °C. Înainte de a introduce PCB-ul în cuptor, se atașează sonda de la termometru pe partea care va sta în dreptul ușii, astfel încât să poată fi văzut prin ușă. Dacă sonda de la termometru nu poate fi atașată la marginii PCB-ului din diverse motive, aceasta poate fi atașată unor alte componente SMD, precum PLCC sau QFP.
Notă: Marginile și colțurile PCB-ului se vor încălzi mai tare decât interiorul PCB-ului. Dacă sonda de la termometru este plasată în interior, atunci colțurile și marginile se pot încălzi prea tare și așa pot dăuna plăcii și componentelor SMD.
Când în toate zonele de lipire aliajul este topit, se întrerupe alimentarea la cuptor și se dechide cu atenție ușa. Se lasă cateva minute cuptorul cu ușa deschisă pentru a se permite răcirea lipiturilor. Ulterior, când placa ajunge la temperatura camerei, se scoate placa din cuptor în așa încât să nu fie deranjate nodurile de lipire. Se plasează placa pe o suprafață plană și se inspectează lipiturile cu o lupă. Ne putem ghida pentru apreciere folosind criteriile din standardul industrial IPC 610.
Dacă există mai mult de o placă, se plasează una lângă cealaltă în cuptor după ce s-a atașat sonda de la termometru. Dacă vreun punct de lipire pe prima placă nu s-a topit destul, se marchează PCB-ul lângă locul care nu a suferit transformări în urma procesului de reflow cu sonda de la termometru (230 °C). Se folosește această locație pentru a se controla lungimea reflow-ului și pentru a repeta procesul de reflow pe placa originală.
Când se folosește un cuptor de coacere cu fereastră, metoda vizuală este singura eficientă. Trebuie să fie urmărit materialul pentru a se determina timpul de lipire. Se poate folosi o lanternă la monitorizarea schimbării stării de agregare a aliajului de lipire. Fiecare placă este diferită, deci timpul de menținere în cuptor nu este întodeauna un indicator bun în control (1 minut, 5 minute, 10 minute, etc.). Nu există un „timp mediu de reflow” pentru acest tip de proiecte. Sugerarea unui timp mediu nu ar face decât să cauzeze pagube proiectului.
Avantaje:
- Este o metoda destul de ieftină
- Se lucrează bine

Dezavantaje:
- Este dificil să știi/vezi când trebuie să închizi cuptorul și să deschizi ușa exact când toate lipiturile au fost efectuate complet. E nevoie de mai multe experimente cu placi diferite.
- Prin această metodă se pot topi conectorii din plastic

Precauții și informații despre metoda utilizării șablonului
- Pasta de lipire conține plumb. A nu se mânca sau bea în preajma pastei de lipire.
- A nu se folosi cuptorul de coacere pentru prepararea mâncărurilor după ce a avut loc un proces de reflow.
- A se spăla mâinile după lucrul cu pasta de lipire, iar deoarece cuptorul este fierbinte, se recomandă folosirea unor mănuși izolante și ochelari de protecție în timpul lucrului lângă un astfel de echipament.
- Unele componente SMD au restricții în ce privește procesul termic. A se verifica dacă toate componentele pot fi procesate folosind un proces SMT standard.
- A nu se depozita pasta de lipire în frigidere folosite pentru mâncare.

6. Lipirea componentelor SMD pe fața inferioară a plăcii
După ce au fost aplicate până și cele mai mici componente pe o parte a plăcii, procesul se poate repeta și pe partea cu componente SMD mai mari. Această secvență va menține cele mai mari și grele componente pe suprafața precedentă pentru a nu se dezlipi în timpul procesului de reflow, reducând șansele ca ele să cadă. Sudura topită are o suprafață mare de energie care poate susține aproape toate părțile SMD chiar și de pe partea opusă.
Se printează a doua parte a PCB-ului pe un carton (este mai ușor, dar se poate la fel și pe lemn sau pe un generator non-static) care este destul de mare pentru a atașa susținătorul în formă de L la montare. Se folosește cartonul, care este mai subțire decât PCB-ul și are o grosime suficientă așa încât să funcționeze ca un suport pentru procesul de screening.
Cartonul trebuie să fie decupat astfel încât componentele SMD din primul proces să fie izolate. Din nou, este bine să ne asigurăm că toate suprafețele cu pericol ESD sunt legate la pământ.
Se aplică acest carton susținător pe masa de lucru astfel încât toate componentele să se găsească în interiorul părții decupate și placa să fie cu partea ce trebuie monitorizată în dreptul șablonului. 
7. Partea a II-a de reflow
Atunci când partea a doua a PCB-ului este supusă procesului de topire, placa trebuie să fie ținută deasupra raftului cuptorului, pentru că dacă este așezată direct pe raft, punctele de lipire SMT pot fi distruse.
8. Refacerea punctelor de lipire
Punctele de lipire trebuie să fie refăcute cu un ciocan de lipit care să aibă un vârf subțire; acesta nu trebuie să atingă părțile componentelor SMD. Temperatura ciocanului de lipire trebuie să fie setată la un prag cât mai jos posibil, pentru a evita situația cand componentele SMD pot suferi un șoc termic.

## Dimensiuni
Mărimea plăcii
Producătorii de PCB-uri utilizează o mărime standard, care este și maximă în același timp. Această mărime este importantă și pentru producțiile în serie. În această situație, se caută potrivirea a câtor mai multe plăci pe un tablou de comandă pentru a fi economisit cât mai mult spațiu în vederea reducerii costurilor. Spațierea unei plăci normale pentru căi (felul în care plăcile sunt separate pe un tablou de comandă) este de 0,3”; în plus, există o margine de 1,0” și 2,0”, necesară manevrării. 
Grosimea standard a plăcii este .062” FR4. Alte măsuri tipice sunt .010”, .020”, .031” și .092”.
Lățimea și spațierea traseelor
Procesele chimice și fotografice folosite în producerea PCB-urilor solicită atât o grosime minimă cât și o spațiere minimă între traseele de pe cablaj. Dacă un traseu este făcut mai mic decât e necesar, nu se va putea realiza o conexiune. Dacă două trasee sunt mai aproape decât este minim impus, există șansa apariției unui scurt-circuit. Acești parametri sunt specificați ca „regulile x/y”, unde x reprezintă lățimea minimă și y spațierea minimă. De exemplu, regula 8/10 indică ca 8 mils lățimea minimă (0.2032 mm) și 10 mils spațierea minimă (0.254 mm). 1 mils = 0.0254 milimetri
Aceste reguli se aplică la orice suprafață de metal de pe PCB, incluzând pad–urile, ce determină spațierea și grosimea liniilor pentru PCB.
O regulă la un proces modern tipic are valoarea de 8/8, dar și valori mici precum 2/2 sunt valabile în funcție de aplicații. În cazul lucrului manual, regula 10/10 este mai accesibilă.
Mărimea pad-urilor
Un pad este regiunea expusă de metal pe o placă de circuit imprimat la care pot să fie lipite terminale unor componente electrice.
Problemele pe care le ridică dimensionarea suprafeței alocate unui pad sunt determinate de posibilitatea de lipire și de prelucrare manuală. Posibilitatea de lipire este doar o problemă de îndemânare, deci nu necesită considerație specială. Posibilitatea de prelucrare manuală ține de riscul de distrugere a pad-ului în procesul de găurire. Dacă un orificiu este puțin în afara centrului, pad-ul poate fi stricat la o margine, conducând eventual la un scurt-circuit. O cerință în prelucrarea pad-ului pentru găurire este mărimea minimă de 5 mils inel. Aceasta înseamnă că trebuie sa fie .005” în jurul orificiului (0.127 mm).
Dimensiunea găurilor standard ce pot fi efectuate în PCB
Ca funcționalitate există 3 tipuri de găuri (Vias) într-un cablaj imprimat:
- orificiu traversant placat (prescurtat PTH, din engleză Plated Through Hole  )
- orificiu traversant neplacat (prescurtat NPTH, din engleză Non-Plated Through Hole )
- găuri intermediare ( Via Holes )

Majoritatea producătorilor de PCB-uri oferă o gamă largă de mărimi disponibile pentru găurile ce se pot efectua in PCB-uri. Burghiile utilizate pentru PCB-urile fabricate sunt în trepte de 0,05 mm. Dimensiunile de găurit din fișierele furnizate sunt convertite în milimetri și apoi rotunjite la cea mai apropiată valoare ca multiplu de 0,05 mm.

## Verificarea defectelor
Metoda de inspecție vizuală automată constă în compararea unui PCB referință cu unul de test. Sunt două tehnici: metoda comparării imaginii și inspecția bazată pe model.
Metoda comparării imaginii este cea mai simplă și constă în compararea celor două imagini pixel cu pixel utilizând operatori logici simpli, cum ar fi XOR. Principala dificultate întâmpinată în această tehnică este determinată de alinierea precisă a imaginii referință cu imaginea de test. 
Metoda bazată pe model potrivește tiparul inspectat cu un set de modele predefinite și se bazează pe proprietățile structurale, topologice și geometrice ale imaginii. Dificultatea majoră întâmpinată aici este legată de complexitatea de potrivire.